# George Follmer

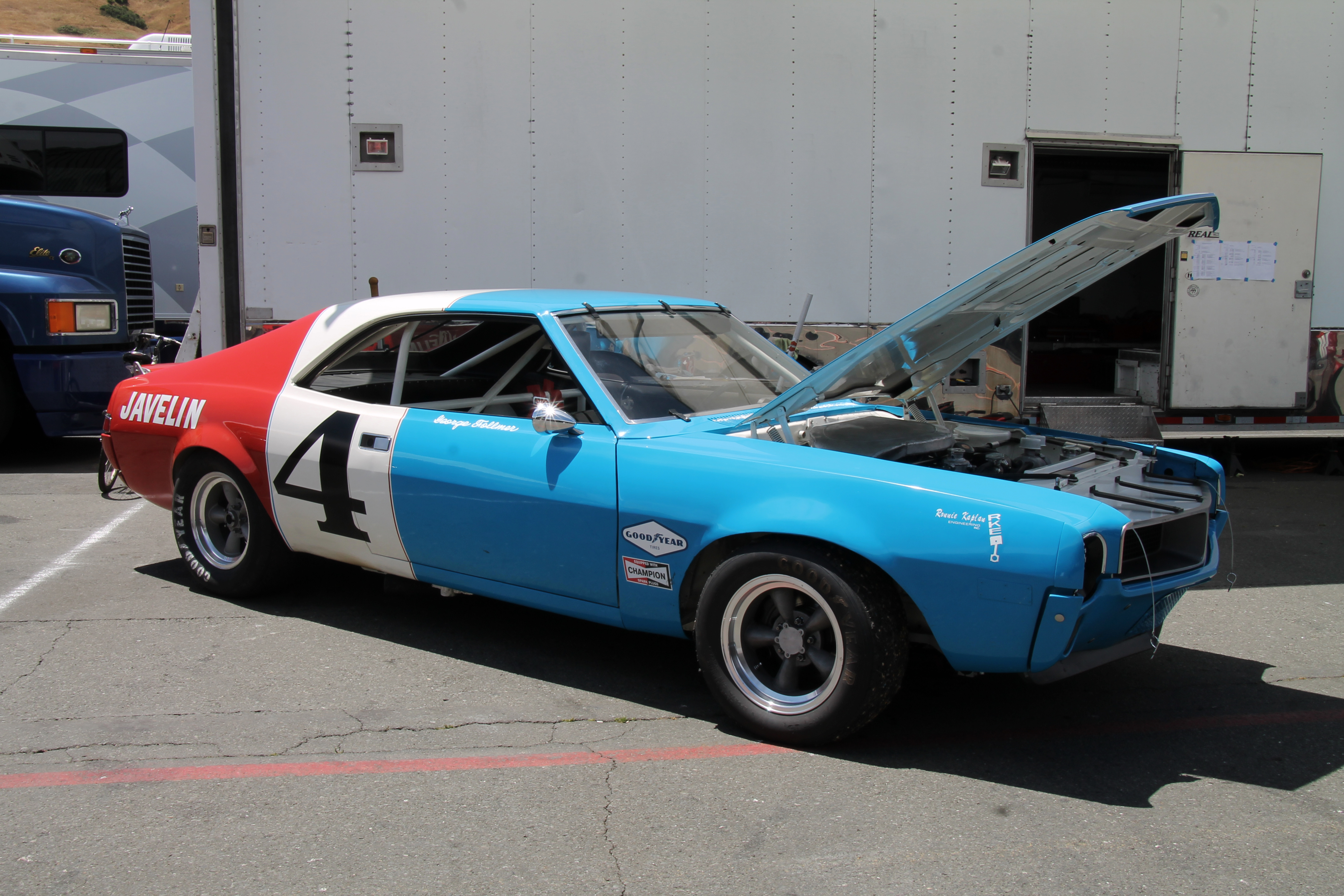
Follmers AMC Javelin van het jaar 1968

George Follmer (Phoenix, Arizona, 27 januari 1934) is een voormalig Amerikaans Formule 1-coureur.
Hij reed in 1973 dertien grands prix voor het team Shadow Racing Team.